# Clarisse Belo
Clarisse Belo (Lisboa, 14 de maio de 1920 - 22 de novembro de 2013) foi uma atriz portuguesa.

## Biografia
Frequentou o curso de atores do Conservatório Nacional de Teatro.
Estreou-se no teatro em 1948, com o nome artístico de Clarisse Caio (até início da década de 50). Fez revista pela primeira vez ao lado de Beatriz Costa em Ela Aí Está, no Teatro Avenida. Contracenou com Rogério Paulo, Raul Solnado, entre outros.
Em 1969, por motivos de saúde, substituiu a atriz Henriqueta Maya no elenco da revista Elas é que sabem, no Teatro ABC.
Também fez rádio, cinema e televisão.
Clarisse Belo encontra-se sepultada no Cemitério de Benfica, em Lisboa.

## Televisão
- 1957 - Os Televizinhos [6]
- 1958 - O Céu da Minha Rua
- 1960 - Mariquita Terramoto
- 1961 - Chamada Para Toda a Gente
- 1962 - Acácio
- 1964 - A Janela Fechada
- 1967 - Gente Nova
- 1976 - Um Auto de Gil Vicente
- 1978 - Ivone, a Faz Tudo[7]
- 1980 - Sheiks Com Cobertura
- 1980 - Entre Giestas
- 1982 - Vila Faia[8]
- 1983 - OrigensOrigens
- 1983 - O Verso e o Reverso

## Cinema
- 1954 - Agora É Que São Elas
- 1956 - O Dinheiro dos Pobres
- 1984 - O Crime de Simão Bolandas[9][10]

## Teatro
- 1948 - A Casa de Bernarda Alba - Teatro Nacional D. Maria II[11]
- 1948 - Fanny e os Seus Criados
- 1948 - Casei Com um Anjo - Teatro Apolo
- 1949 - O Vivo Demónio
- 1949 - Joaninha Quer Casar
- 1949 - A Mulher de Nós Dois
- 1949 - O Pecado de Madalena
- 1949 - Ela Aí Está - Teatro Avenida[12][13]
- 1951 - A Farsa do Amor
- 1951 - Luz Sem Fim - Teatro Ginásio[14][15]
- 1951 - A Loja da Esquina
- 1951 - Multa Provável
- 1951 - A Menina Está Louca
- 1951 - O Dr. Juiz
- 1951 - Casca de Laranja - Teatro Ginásio[16]
- 1951 - João da Lua - Teatro da Trindade[17]
- 1952 - Fim de Semana - Teatro da Trindade[18]
- 1952 - Criminosos de Guerra
- 1952 - Sua Amante Esposa - Teatro Avenida[19]
- 1952 - A Maluquinha de Arroios - Teatro Apolo[20]
- 1952 - Maridos Com Sorte - Teatro Apolo[21][22]
- 1953 - Agora É Que São Elas - Teatro Avenida[23]
- 1954 - Casado Sem Saber - Teatro Avenida[24]
- 1956 - Haja Saúde - Teatro ABC[25]
- 1956 - Muitas e Boas - Teatro ABC[26]
- 1957 - Já Cá Canta! - Teatro ABC[27]
- 1957 - Mas Que Escândalo! - Teatro Avenida[28]
- 1960 - Espero-te à Saída! - Teatro ABC[29]
- 1961 - Bate o Pé - Teatro Maria Vitória[30]
- 1963 - É Fogo Novo - Teatro Vasco Santana[31]
- 1967 - Pois, Pois... - Teatro Variedades[32][33]
- 1969 - Elas É Que Sabem - Teatro ABC (substituição)[34]
- 1970 - Pega de Caras - Teatro ABC[35]
- 1970 - O Natal do Capuchinho - Teatro Monumental[36]
- 19?? - A Compadecida - Teatro Avenida de Luanda (CTA - Companhia Teatral de Angola)
- 1974 - Os Porquinhos da Índia - Teatro Laura Alves[37]
- 1975 - Dentadinhas na Maçã - Teatro Laura Alves
- 1976 - As Coisas Que o Padre Faz - Teatro Monumental[38][39]
- 1977 - Desculpa, Ó Caetano - Teatro Variedades[40]
- 1979? - Chega P'ra Todas - Teatro Laura Alves
- 1982 - Virgem Até Certo Ponto - Teatro Monumental[41]

## Rádio (como atriz)
- 1976 - Os Emigrados (folhetim)
- 1978 - O Volfrâmio (folhetim)
- 1984 - Tempo de Teatro - O Homem Que Foi Usado
- 1986 - Tempo de Teatro - A Provinciana

...